# (50) Virginia
(50) Virginia is een planetoïde in de planetoïdengordel tussen de banen van de planeten Mars en Jupiter. Virginia heeft een diameter van ongeveer 84 km en draait in 4,318 jaar om de zon. Ze heeft een sterk ellipsvormige baan waarin de afstand tot de zon varieert tussen de 1,895 en de 3,407 astronomische eenheden. De baan maakt een hoek van 2,8° ten opzichte van de ecliptica.

## Ontdekking en naamgeving
Virginia werd op 4 oktober 1857 ontdekt door de James Ferguson
Virginia is genoemd naar de Romeinse heldin Verginia maar tegelijk ook met verwijzing naar de Amerikaanse staat Virginia.